# Google Brain
Google Brain är ett forskningsteam inom Google AI, dedikerat till att främja området artificiell intelligens (AI) genom djupinlärning och andra maskininlärningstekniker. Teamet grundades 2011 som ett samarbetsprojekt mellan Google Fellows Jeff Dean, Greg Corrado och Stanford-professorn Andrew Ng, och har sedan dess vuxit till en av de mest inflytelserika aktörerna inom AI-forskning.

## Historia och Utveckling
Google Brain startade som ett ambitiöst projekt för att undersöka potentialen hos djupinlärning, en gren av AI som fokuserar på att träna artificiella neurala nätverk med stora datamängder. Tidiga framsteg inkluderade att lära ett neuralt nätverk att känna igen katter i videor utan förkunskaper, samt att förbättra noggrannheten i Googles röstsökningstjänst.
Under åren har Google Brain bidragit till betydande genombrott inom en rad AI-områden, bland annat:
- Utveckling av nya djupinlärningsarkitekturer, som Transformer-modellen, som har revolutionerat naturlig språkbehandling (NLP).
- Skapande av kraftfulla verktyg och bibliotek för djupinlärning, som TensorFlow och JAX, som har gjort AI mer tillgänglig för utvecklare och forskare.[2][3]
- Tillämpning av AI på en mängd olika Google-produkter och tjänster, inklusive Google Sök, Google Översätt och Google Assistent.

## Forskningsområden
Google Brain bedriver forskning inom ett brett spektrum av AI-områden, inklusive:
- Djupinlärning: Utveckling av nya algoritmer, arkitekturer och träningstekniker för neurala nätverk.
- Naturlig språkbehandling (NLP): Att lära datorer att förstå och generera mänskligt språk.
- Datorseende: Att lära datorer att "se" och tolka bilder och video.
- Robotik: Att utveckla intelligenta robotar som kan lära sig och interagera med sin omgivning.
- Förstärkningsinlärning: Att lära agenter att fatta beslut och lösa problem i komplexa miljöer.

## Påverkan och Arv
Google Brain har haft en djupgående inverkan på utvecklingen av AI. Deras forskning har lett till betydande framsteg inom områden som maskinöversättning, bildgenerering och spel-AI. Deras verktyg och bibliotek har demokratiserat AI och gjort det möjligt för en bredare publik att experimentera med och tillämpa djupinlärning.